# Malaville
Malaville est une ancienne commune du Sud-Ouest de la France située dans le département de la Charente, en région Nouvelle-Aquitaine. Depuis le 1er janvier 2017, elle est devenue une commune déléguée de la commune nouvelle de Bellevigne.
Ses habitants sont les Malavillois et les Malavilloises.

## Géographie

### Localisation et accès
Malaville est une commune de l'ouest de la Charente située à 6 km au sud-ouest de Châteauneuf-sur-Charente et 22 km au sud-ouest d'Angoulême.
Le bourg est aussi à 10 km au nord de Barbezieux et 23 km au sud-est de Cognac.
À l'écart des grandes routes, la commune est traversée par la D 84, route de Châteauneuf à Viville en direction de Barbezieux, qui passe au bourg, ainsi que par la D 152 de Jurignac à la D 699 entre Châteauneuf et Archiac, qui passe à 4 km au nord-ouest du bourg. La N 10 entre Angoulême et Bordeaux passe à 4 km au sud-est de la commune, ainsi que la D 14, route de Chateauneuf à Barbezieux qui la rattrape à Pont-à-Brac (commune de Nonaville).
La gare la plus proche est celle de Châteauneuf, desservie par des TER à destination d'Angoulême, Cognac, Saintes et Royan.

### Hameaux et lieux-dits
Le principal hameau de la commune est Chadeuil au sud. Les autres sont Audeville, le Petit Breuil, la Coudraie à l'ouest, et il y a de nombreuses fermes.

### Communes limitrophes
|                      | Bonneuil               | Éraville (Bellevigne) |
| Touzac (Bellevigne)  | Malaville              | Birac                 |
| Viville (Bellevigne) | Nonaville (Bellevigne) |                       |

### Géologie et relief
La commune est occupée par le Campanien (Crétacé supérieur), calcaire crayeux, qui occupe une grande partie du Sud Charente,,.
Le relief de la commune est celui d'un plateau assez vallonné, car creusé par une vallée de direction nord-sud entourée par des crêtes assez hautes et descendant vers la vallée du Né qui borde la commune au sud. Des combes assez profondes creusent ses flancs. Le point culminant de la commune est à une altitude de 150 m, situé sur sa limite occidentale (bois du Joncard). Le point le plus bas est à 42 m, situé le long du Né à l'extrémité sud. Le bourg, construit dans la vallée centrale, est à 75 m d'altitude.

### Hydrographie
Le Né, affluent de la Charente, limite la commune au sud. Un ruisseau intermittent, le Rû de Chadeuil, prend sa source au nord de la commune et la traverse dans toute sa longueur du nord au sud pour se jeter dans le Né. Le bourg est construit sur sa rive gauche, et il passe aussi au hameau de Chadeuil d'où son nom.
De nombreuses fontaines jalonnent la commune, comme la Font du Breuil, la Font Secrète, la fontaine de la Combe, la Font Vilaine, la Font Nicaud, la fontaine de chez Nadaud, la Font du Broix...

### Climat
Comme dans les trois quarts sud et ouest du département, le climat est océanique aquitain.

## Toponymie
Les formes anciennes sont Malasvilla en 1075, Manasvilla en 1218-1329, ad Malaz villam.
L'origine du nom de Malaville remonterait à un nom de personne germanique Mala (génitif: Malanis) auquel est apposé le suffixe -villa, ce qui correspondrait « domaine de Mala »,.
Les noms en -ville en Charente, fréquents entre Barbezieux et Châteauneuf, seraient issus des implantations franques après le VIe siècle en Aquitaine, comme au sud-est de Toulouse.
La commune a été créée Malaville en 1793, puis a été orthographiée Mallaville, avant de revenir à l'orthographe Malaville en 1995.

## Histoire
Malaville est un site où l'on a retrouvé des sarcophages mérovingiens. L'époque romaine a aussi quelques traces : céramique sigillée, tegulae.
Au XIIe siècle, Malaville était uni à l'archidiaconé de Saintes[réf. nécessaire].
Les registres de l'état civil remontent à 1612, mais ils offrent quelques lacunes.
Une chapelle Notre-Dame-de-Pitié, localisée à Font Vilaine, est mentionnée lors d'une visite pastorale de 1634. Un chapelain était encore nommé en 1757.
Le logis près du bourg était le siège d'une seigneurie qui, au XVIe siècle, appartenait à la famille Gélinard, dont plusieurs membres ont occupé des postes importants dans la magistrature. Cette famille s'est maintenue à Malaville jusque vers le milieu du XVIIIe siècle.
Lors de l'insurrection de la gabelle, le logis de Malaville fut pillé par les insurgés et les enfants du seigneur furent emmenés en captivité et relâchés peu de temps après.
Entre 1872 et 1938, la commune était desservie par la ligne ferroviaire de Châteauneuf à Saint-Mariens par Barbezieux, et elle y possédait deux stations : l'une au bourg, l'autre au village de Chadeuil.

## Administration
| Période                                  | Période  | Identité         | Étiquette | Qualité                                                    |
| ---------------------------------------- | -------- | ---------------- | --------- | ---------------------------------------------------------- |
| avant 1973                               | ?        | Charles Franc    | UDR       | Viticulteur, suppléant du député Francis Hardy (1973-1978) |
| mars 1993                                | 2014     | Bernard Gauthier | SE        | Viticulteur                                                |
| 2014                                     | En cours | Eric Lambert     |           | Viticulteur                                                |
| Les données manquantes sont à compléter. |          |                  |           |                                                            |

## Démographie

### Évolution démographique
L'évolution du nombre d'habitants est connue à travers les recensements de la population effectués dans la commune depuis 1793. À partir du 1er janvier 2009, les populations légales des communes sont publiées annuellement dans le cadre d'un recensement qui repose désormais sur une collecte d'information annuelle, concernant successivement tous les territoires communaux au cours d'une période de cinq ans. 
Pour les communes de moins de 10 000 habitants, une enquête de recensement portant sur toute la population est réalisée tous les cinq ans, les populations légales des années intermédiaires étant quant à elles estimées par interpolation ou extrapolation. Pour la commune, le premier recensement exhaustif entrant dans le cadre du nouveau dispositif a été réalisé en 2007,.
En 2014, la commune comptait 435 habitants, en évolution de +2,84 % par rapport à 2009 (Charente : +0,65 %, France hors Mayotte : +2,49 %).
| 1793 | 1800 | 1806 | 1821 | 1831 | 1841 | 1846 | 1851 | 1856 |
| ---- | ---- | ---- | ---- | ---- | ---- | ---- | ---- | ---- |
| 629  | 717  | 698  | 680  | 697  | 647  | 667  | 676  | 735  |

| 1861 | 1866 | 1872 | 1876 | 1881 | 1886 | 1891 | 1896 | 1901 |
| ---- | ---- | ---- | ---- | ---- | ---- | ---- | ---- | ---- |
| 748  | 729  | 777  | 705  | 603  | 537  | 465  | 503  | 573  |

| 1906 | 1911 | 1921 | 1926 | 1931 | 1936 | 1946 | 1954 | 1962 |
| ---- | ---- | ---- | ---- | ---- | ---- | ---- | ---- | ---- |
| 606  | 633  | 633  | 627  | 606  | 569  | 550  | 573  | 592  |

| 1968 | 1975 | 1982 | 1990 | 1999 | 2007 | 2012 | 2014 | - |
| ---- | ---- | ---- | ---- | ---- | ---- | ---- | ---- | - |
| 562  | 476  | 419  | 381  | 394  | 412  | 425  | 435  | - |

### Pyramide des âges
| Hommes | Classe d’âge | Femmes |
| ------ | ------------ | ------ |
| 0,5    | 90 ans ou +  | 0,5    |
| 7,6    | 75 à 89 ans  | 9,8    |
| 13,1   | 60 à 74 ans  | 16,4   |
| 23,7   | 45 à 59 ans  | 17,8   |
| 20,2   | 30 à 44 ans  | 22,4   |
| 16,2   | 15 à 29 ans  | 15,0   |
| 18,7   | 0 à 14 ans   | 18,2   |

| Hommes | Classe d’âge | Femmes |
| ------ | ------------ | ------ |
| 0,5    | 90 ans ou +  | 1,6    |
| 8,2    | 75 à 89 ans  | 11,8   |
| 15,2   | 60 à 74 ans  | 15,8   |
| 22,3   | 45 à 59 ans  | 21,5   |
| 20,0   | 30 à 44 ans  | 19,2   |
| 16,7   | 15 à 29 ans  | 14,7   |
| 17,1   | 0 à 14 ans   | 15,4   |

## Économie
La viticulture est une activité importante de Malaville, qui est située dans la zone d'appellation d'origine contrôlée cognac, en Grande Champagne, premier cru classé du cognac, et Petite Champagne.
Cognac, pineau des Charentes et vin de pays sont souvent en vente à la propriété.

## Équipements, services et vie locale

### Enseignement
Malaville possède une école primaire publique, localisée au Mas du Bourg, comprenant trois classes (une de maternelle et deux d'élémentaire).  
Le secteur du collège est Châteauneuf.

### Vie locale
Malaville possède une chorale.

## Lieux et monuments

### Patrimoine religieux
L'église paroissiale Saint-Saturnin, à vaisseau en plan allongé, a été construite au XIIe siècle puis très rénovée au XVe siècle. La date de 1511 et le nom du maître d'œuvre, I.Fichet, sont inscrits sur la façade. Celle-ci comporte des sculptures datées du XVIe siècle représentant quatre personnages tenant des phylactères, une femme à genou devant un homme, un chevalier maîtrisant un fauve et des scènes de chasse.
Elle a été à nouveau restaurée en 1879. Elle possède un escalier à vis sans jour en hors-œuvre. Elle a été inscrite monument historique en 1925. Sa cloche en bronze datant de 1606 est classée monument historique au titre objet depuis 1944.
Une croix monumentale en fonte du XIXe siècle orne son parvis. Son socle est ancien.

L'église Saint-Saturnin
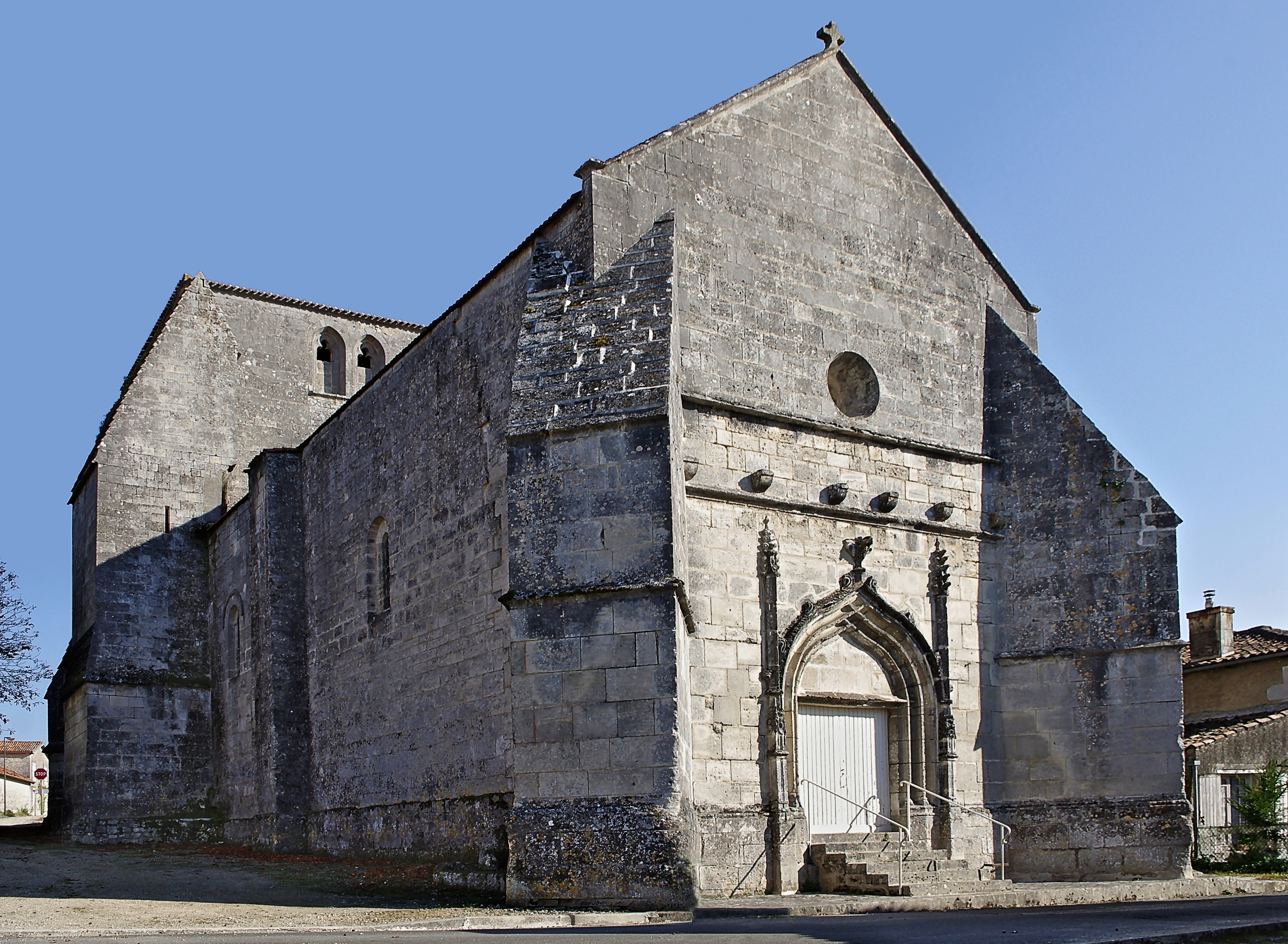
La façade
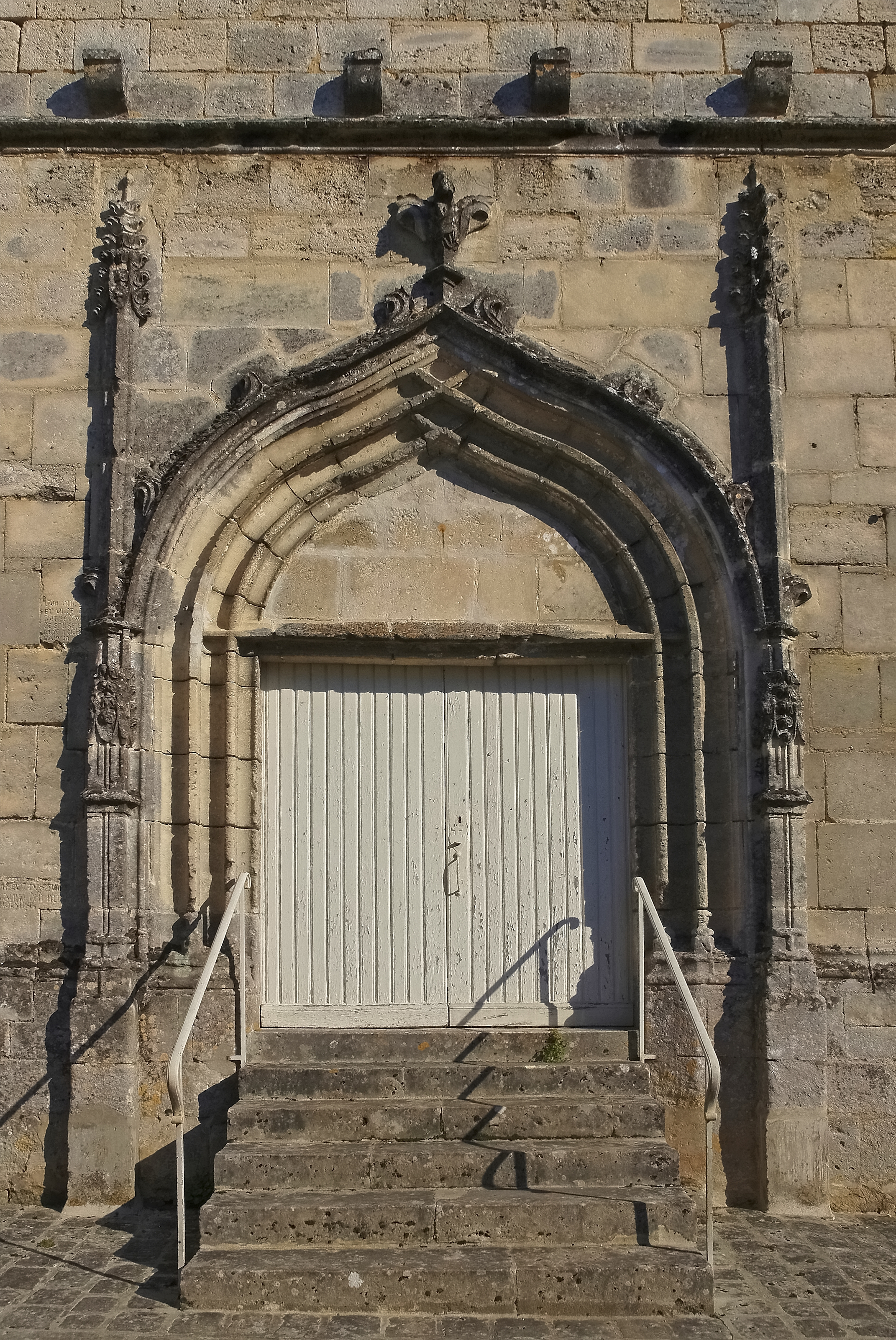
Le portail
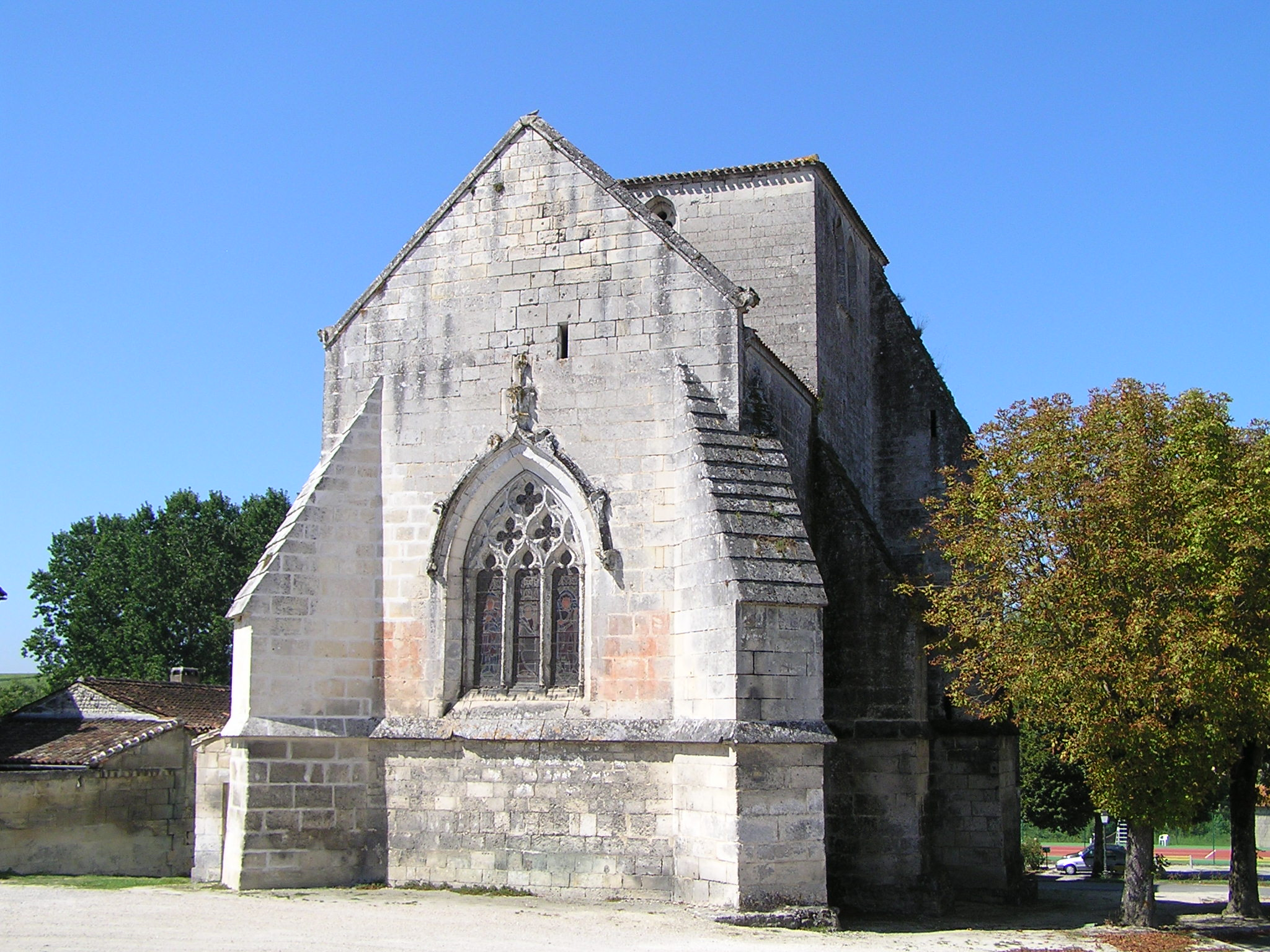
Le chevet
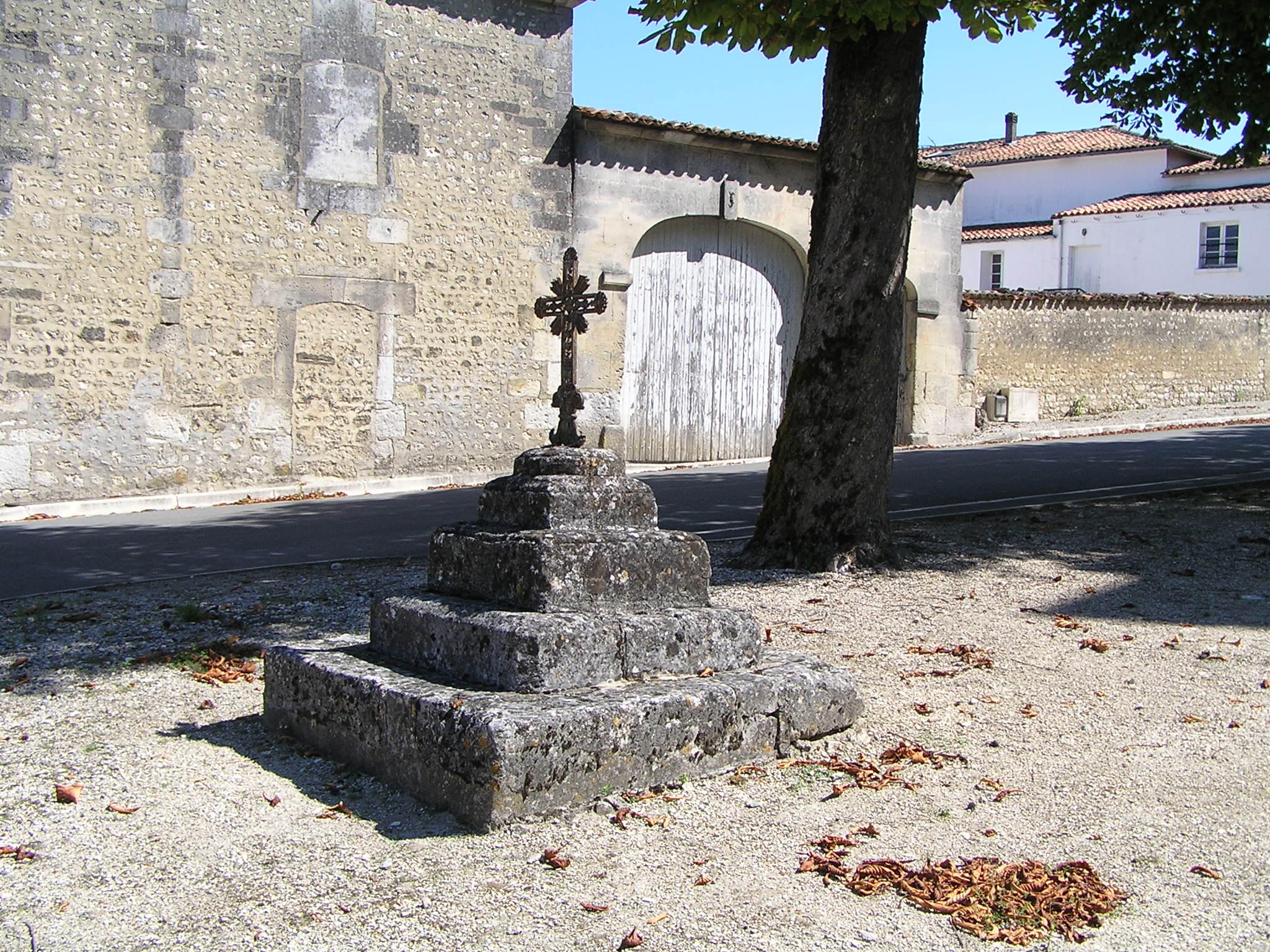
Croix

### Patrimoine civil
Le Logis a été saccagé en 1548 lors de l'insurrection de la gabelle. Il était, au XVIe siècle le siège d'une seigneurie appartenant à la famille Gélinard. 
Le fief de la Rivière ainsi que celui de Richement, tous deux sur Malaville ont appartenu à la famille Fé. Le logis de la Rivière est mentionné en 1688. Le bâtiment actuel date du XIXe siècle.
Le logis de Roumillac correspond à une seigneurie mentionnée en 1721 et le domaine de la Rambaudie, mentionné en 1701, porte un blason indéchiffrable sur une porte en plein-cintre à demi ruinée,.
Autre lieu remarquable, la fontaine de la Font Secrète.

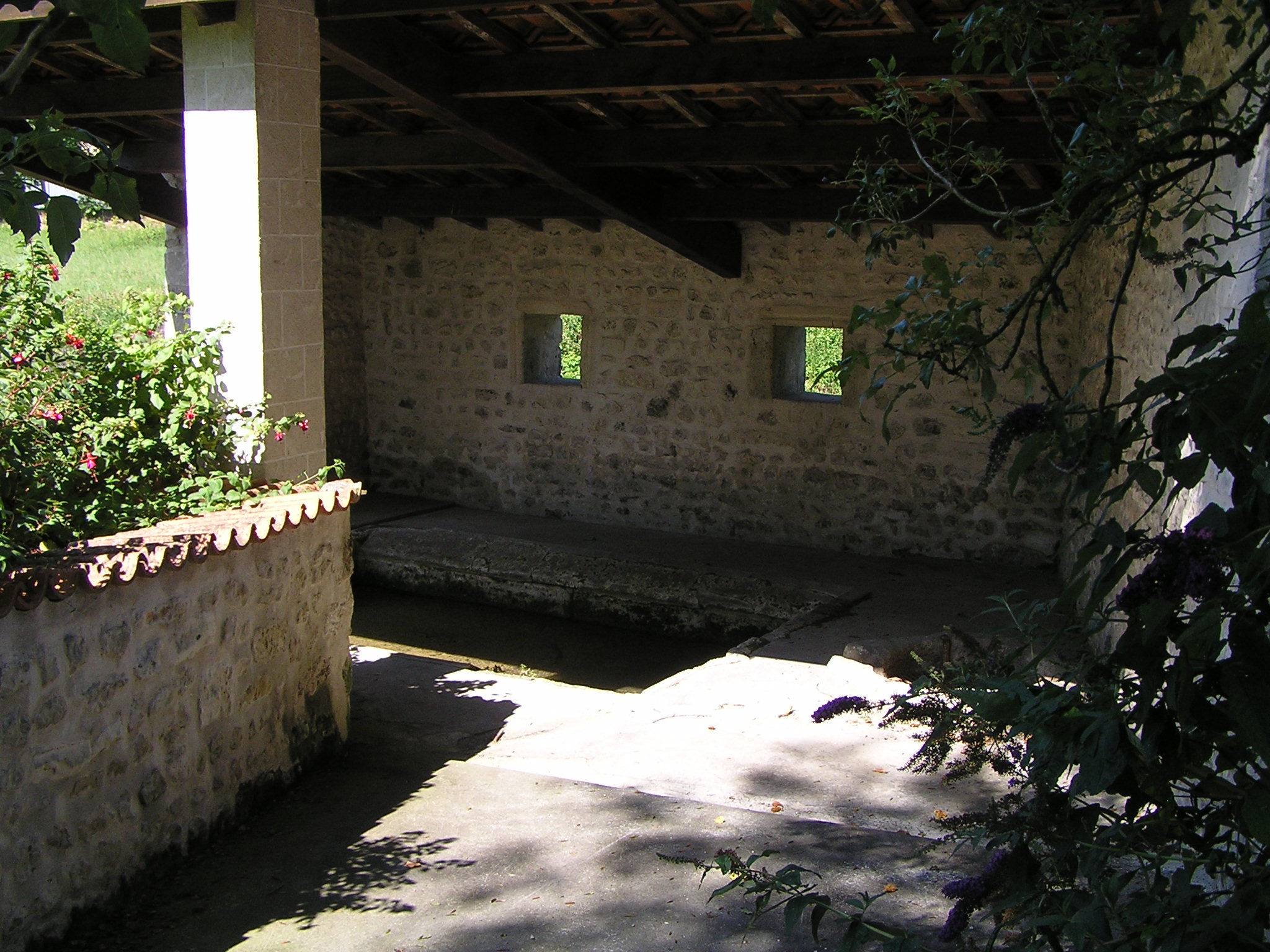
Lavoir du bourg

## Personnalités liées à la commune
- Charles Franc, résistant (membre du groupe de René Chabasse)[33].